# Емайигі
Емайигі (ест. Emajõgi), Ембах (нім. Embach, рос. Омовжа; латис. Mētra) — річка в Естонії, належить до басейну річки Нарва. Назва Емайигі перекладається з естонської як мати-річка. У нижній течії є судноплавною. На березі річки розташовано місто Тарту.

## Основні відомості
Довжина — 218 км, площа басейну — 9 960 км2. Витікає з озера Пюхаярв, ділянка довжиною 82 км до озера Виртс'ярв називається Вяйке Емайигі, нижня течія річки від цього озера — Суур-Емайигі (101 км). Впадає до Чудського озера. Середній витік води в гирлі становить близько 72 м3/с.
До Емайигі впадає річка Амме, що витікає з озера Куремаа.

## Річка в історії
1030 року на березі річки Омовжі загін Ярослава Мудрого заклав місто Юріїв (нині Тарту).
1234 року в битві на Омовжі князь Ярослав Всеволодович на чолі новгородсько-владимирського війська розбив сили Ордена мечоносців.
1341 року після того, як лівонські німці убили в Лотиголі псковських послів, посадник псковський Ілля Борисович, не дочекавшись допомоги ані від Новгорода, ані від Ольгерда, ходив із псковичами на Омовжу, і 2 травня розбив німецькі поселення на обох берегах цієї річки.

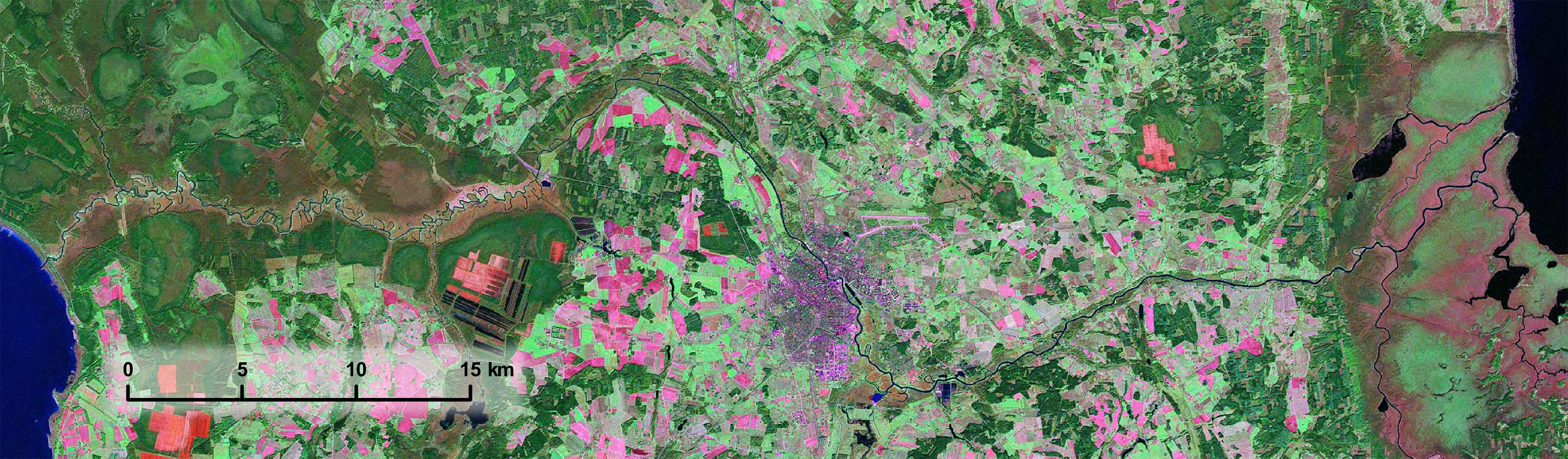
Русло річки на супутниковому фото